# Gajusz Apulejusz Diokles
Gajusz Apulejusz Diokles (ur. 104, zm. po 146) – rzymski zawodowy woźnica rydwanów, uczestnik zawodów w Circus Maximus, najbogatszy sportowiec starożytności.

## Życiorys
Gajusz Apulejusz Diokles urodził się w 104 roku w prowincji Luzytania, na terenie dzisiejszej Portugalii jako wolny człowiek, choć mógł być też niewolnikiem i analfabetą. O jego młodości brak wiarygodnych informacji. W wieku 18 lat rozpoczął karierę zawodowego woźnicy, występującego podczas wyścigów rydwanów w Circus Maximus. Przez pierwsze dwa lata nie osiągnął znaczących sukcesów. Pierwszy wyścig wygrał w wieku 20 lat. Początkowo startował w barwach „Białych”, po sześciu latach przeniósł się do „Zielonych”, a w 131 roku przeniósł się do „Czerwonych”.
W swojej karierze wystąpił w 4257 wyścigach, przy czym odniósł 1462 zwycięstwa, 862 razy był drugi i 567 razy trzeci. Powoził przeważnie kwadrygą, znacznie rzadziej wozem dwukonnym. Zdarzyło mu się też powozić zaprzęgami sześciokonnymi i był pierwszym woźnicą, który wygrał wyścigi zaprzęgów siedmiokonnych. Chociaż jego wyniki były dalekie od rekordzistów (Pompejusz Musclosus: 3559 zwycięstw, Scorpus: 2048 zwycięstw), Diokles zgromadził na wyścigach największy wśród sportowców majątek, który wart był 35 863 120 sestercji, co było możliwe dzięki zwycięstwom w najwyżej premiowanych wyścigach. Diokles wygrał ich 1064, z czego 110 zwycięstw odniósł w pierwszych gonitwach danego dnia, które cieszyły się największym zainteresowaniem widzów. Według wyliczeń Petera Strucka z Uniwersytetu w Chicago jego majątek wart był 15 mld współczesnych dolarów amerykańskich. Jego dochody, rzędu 1,5 mln sestercji rocznie, znacznie przewyższały dochody senatorów takich jak np. Tacyt. Karierę zakończył w wieku 42 lat.
Diokles wygrał 1064 wyścigi, w których brało udział po jednym wozie z każdego zespołu, 347 razy, gdy startowały po dwa wozy, a tylko 51 razy, gdy po trzy. Świadczy to o wyrównanym poziomie zawodników, który znacząco zmniejszał szanse na częste wygrane konkretnego woźnicy, gdy równocześnie na torze współzawodniczyło ich kilkunastu. Dzięki poświęconej mu inskrypcji znane są też inne szczegóły jego występów, jak np. to, że w 815 wygranych wyścigach prowadził od początku, w 67 wygrał, gdy startował z tylnej pozycji, a tylko 36 – gdy w czasie wyścigu zdarzyło się, że ktoś go wyprzedził. 42 razy wygrał z powodu kolizji rywali na torze, czy podobnych wypadków. W zawodach pojedynczych rydwanów 92 razy wygrywał główne nagrody, w tym 32 razy warte 30 tys., 28 razy – 40 tys., a 29 razy – 50 tys. sestercji.
Spośród jego koni znane są imiona tych, z którymi wygrał co najmniej 100 wyścigów: Abigeius, Cotynus, Galata, Lucidus i Pompeianus.
W 147 roku kibice wyścigów rydwanów i inni zawodnicy sfinansowali powstanie inskrypcji z okazji przejścia Dioklesa na emeryturę, uznając go za mistrza wśród woźniców rydwanów. We współczesnej Hiszpanii uznawany jest za pierwszego sportowca pochodzącego z tego kraju, poświęcono mu powieść (El auriga de la Hispania), wydaną w 2004 roku.